# Dalweg 1c (Baarn)
Villa Daloord aan de Dalweg 1c is een gemeentelijk monument in Baarn in de provincie Utrecht.
Daloord is waarschijnlijk het vroegere badhuis uit 1828 van villa Veltheim. Het heeft de vorm van een Zwitsers chalet. eenvoudige hoofdvorm en sluit aan bij de chaletstijl van de vroegere boerderij die begin negentiende eeuw op buitenplaats Groeneveld stond. Het houten balkon loopt langs drie zijden om het gebouw en aan de dakrand hangen spits toelopende delen in de vorm van ijspegels.